# Star Devastator
Star Devastator (スターデバステーター Sutā Debasutētā?) es un videojuego de tipo matamarcianos del 2003 publicado por Konami para teléfonos móviles exclusivamente en Japón.